# 日光杉並木

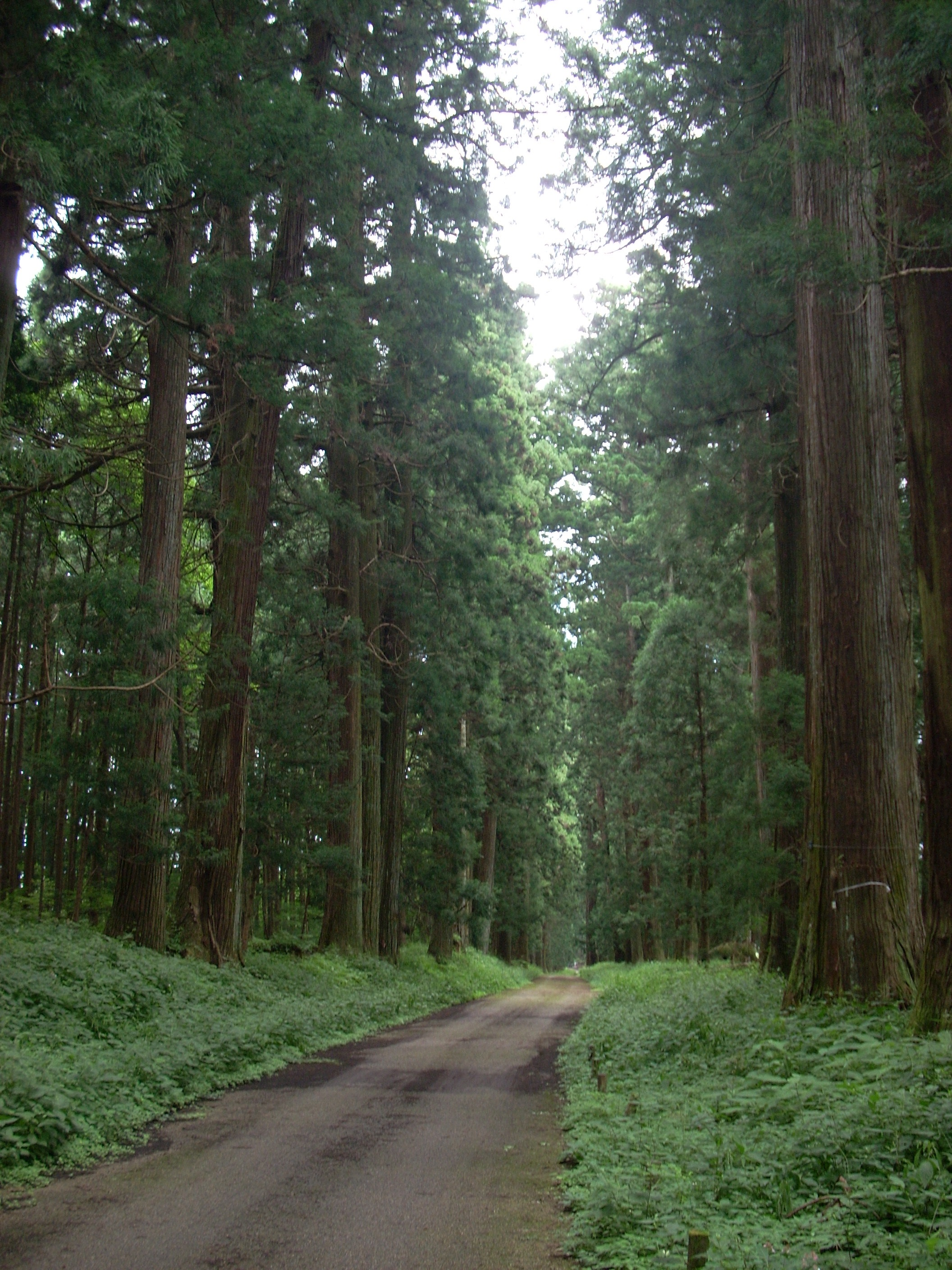
日光杉並木（日光〜今市間）

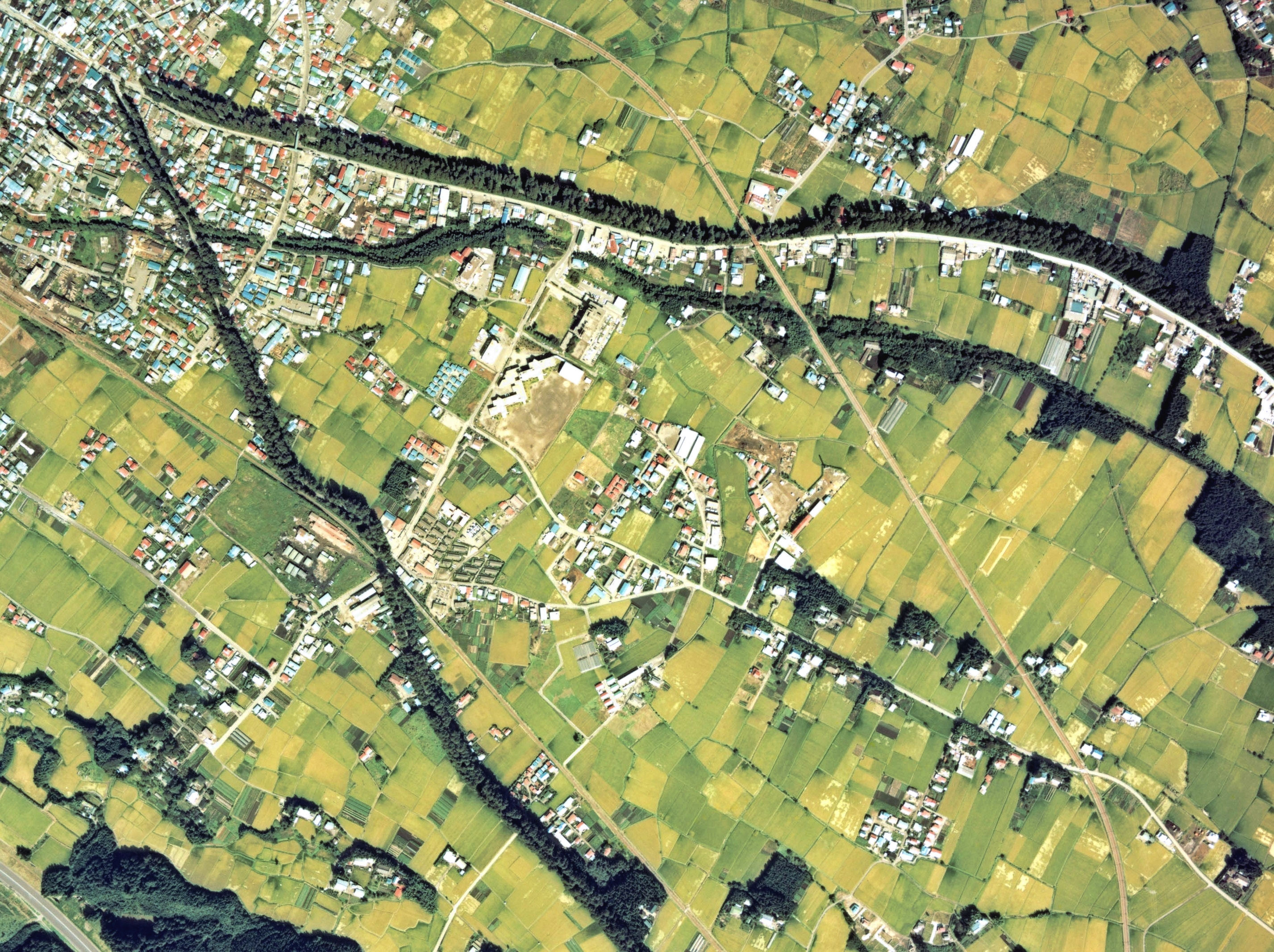
日光杉並木の空中写真（1976年撮影）
画像左上の今市市街地から右（東）方向へ伸びるのが日光街道、右下（南東）方向へ伸びるのが日光例幣使街道。

日光杉並木（にっこうすぎなみき）は、日光街道、日光例幣使街道、会津西街道の3街道に跨がるスギの並木道。日光杉並木街道（にっこうすぎなみきかいどう）とも呼ばれる。
旧日光神領内にあたる大沢 - 日光間16.52キロメートル、小倉 - 今市間13.17キロメートル、大桑 - 今市間5.72キロメートルの3区間の両側にスギが植栽された並木道の総称であり、総延長は35.41キロメートルに渡り、世界最長の並木道としてギネス世界記録に登録されている。江戸時代の徳川幕府が五街道をはじめとする主要な街道に松や杉などの並木を整備したが、そのなかでも現存する旧街道の並木として特に有名である。
さらに日本で唯一、日光杉並木街道 附 並木寄進碑（にっこうすぎなみきかいどう つけたり なみききしんひ）として、国の特別史跡および特別天然記念物の二重指定を受けている。また旧建設省と「道の日」実行委員会により制定された「日本の道100選」のひとつとして選定を受けているほか、読売新聞社選定の「新・日本街路樹100景」（1994年）にも選定されている。

## 概要
徳川家康、秀忠、家光の三代にわたって将軍家に仕えた松平正綱が、主君家康の没後、日光東照宮への参道にあたる3街道に約20年あまりの歳月をかけてスギを植樹し、東照宮に寄進したことに始まり、江戸時代には幕府の日光奉行の元で手厚く保護された。明治以降は幾度も伐採の危機に瀕するものの、官民双方の有識者の努力によって大規模な伐採は避けられてきた。中でも、地元出身の林学者で「杉並木博士」と呼ばれた鈴木丙馬は、杉並木の研究と保護に生涯を捧げ、保護運動の中心となって活躍した。
周辺の開発によって旧態を失った箇所もあるものの、植樹から400年近く経った2025年現在でも約12,000本（2008年頃は約12,500本）のスギが生い茂り、寄進碑や一里塚も現存するなど、江戸時代の街道の景観をよく伝えており、歴史的にも植物学的にも特に重要とされる。
現在も生活道路として利用されているが、過密な植えられ方による根圏と枝条の競合、街道を通る自動車の排気ガスや沿線の開発による根の露出や切断などによって樹勢の衰えが進行し、毎年平均して100本以上のスギが倒木や枯死により姿を消している。保護が叫ばれて久しいものの、1994年時点では減少のペースに歯止めを掛けるには至っていないと指摘されている。このままでは100年後には消滅してしまうとも言われ、これを打開すべく保護活動も盛んに行われている。

## 並木の長さ
並木杉の寄進碑間距離の総計は約37キロメートルであるが、現存する並木杉の端から端までを測った場合は35.41キロメートルとなる。特別史跡および特別天然記念物には寄進碑間距離の37キロメートルで指定されており、ギネス世界記録においては寄進碑を含まない実延長の35.41キロメートルで認定されている。

## 歴史
1617年（元和3年）に徳川家康の霊廟として日光東照宮が創建されると、将軍家や諸大名が日光参詣をするようになり、江戸から日光への道路が急速に開け、江戸から宇都宮へ続く奥州街道も日光街道へと呼び改められるようになった。日光杉並木は、若くして家康に仕えた松平正綱が、その恩に報いるために、1625年（寛永2年）から20年以上の歳月をかけて、紀州から取り寄せた杉の苗木を植樹したもので、1648年（慶安元年）、家康の33回忌に参道並木として東照宮に寄進した。この年、家康の命日である4月17日の日付をもって、正綱の名で並木の起終点4箇所に、息子の松平正信によって寄進碑が建立される。その後正綱は同年6月に亡くなり、子の正信がスギを植え足して今日に伝わる約1万5000本の並木となった。この並木は日光奉行が管理することになって保護に努め、枯れて損じた場合には必ず補植の措置がとられた。
言い伝えでは、日光東照宮の造営に際し、正綱が杉の苗木を寄進すると申し出たところ、諸大名からは「東照宮に対して何とケチなことよ」と非難を受けたが、正綱は「末をご覧あれよ」と返したといわれる。正綱が、当時の街道の並木として一般的に植えられた松ではなく杉を選んだ理由は、一説には天を突く杉の姿に神気を感じたためといわれており、また、雨の多い日光の気候や地形に合わせて、湿気の多い地質に生育の適する杉を、正綱が選んだのだろうともいわれている。
1956年（昭和31年）になって国の特別天然記念物に指定。植えられてすでに390年以上が経過するが、現在は高さ30 - 40mほどに成長し、日光東照宮へ向かう道は厳かな景観を作っている。2000年代以降では、牛糞畜産堆肥の施肥、中空ブロックと有孔床板板を組合せて根圏の確保風雨や自動車排気ガス等による倒木や枯損を抑止するため、バイパス建設や杉並木オーナー制度を導入して樹木保護のための基金を設立して、保護対策活動に乗り出している。

### 年表

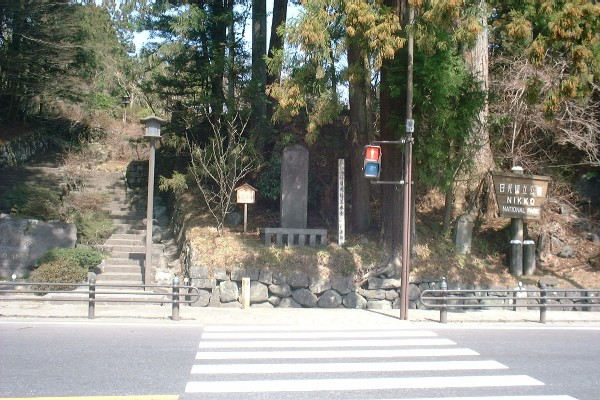
杉並木寄進碑（神橋畔）。松平正綱の名で建立されたもので、神橋畔の並木寄進碑を基点に三街道の杉並木終点にも、他の並木寄進碑が建てられている。

- 寛永2年（1625年）

松平正綱、植樹に着手。
- 慶安元年（1648年）4月

松平正綱、徳川家康の三十三回忌に日光東照宮へ杉並木を寄進。
- 慶応4年（1868年）4月

大鳥圭介（旧幕府）軍が野口十文字に陣をはり新政府軍の砲撃にあう。
- 1922年（大正11年）3月8日

「日光並木街道 附 並木寄進碑」として国の史跡に指定される。
- 昭和前期

自動車交通が可能になるよう車道が整備される。
- 1949年（昭和24年）12月26日

今市地震で十石坂より鹿沼寄りの並木が地すべりを起こす。
- 1952年（昭和27年）3月29日

国の特別史跡に指定。
- 1954年（昭和29年）3月20日

国の天然記念物に指定。指定名称を「日光杉並木街道 附 並木寄進碑」に変更。
- 1956年（昭和31年）10月31日

国の特別天然記念物に指定。
- 1961年（昭和36年）

日光東照宮が杉並木台帳を作成、1万6500本の杉が登録される。もともと杉並木は東照宮の所有だったが明治維新で国に接収され、土地は国有化され、杉は東照宮に返還された。
- 1975年（昭和50年）

保護用地(杉並木の両外側約20m)公有化事業始まる。
- 1977年（昭和52年）

日光杉並木街道保存管理計画策定。
- 1986年（昭和61年）8月10日

「道の日」にちなみ、栃木県に対して建設大臣より日本の道100選の顕彰を受ける。
- 1992年（平成4年）

保存管理計画改定。
- 1998年（平成10年）

中空ブロック工法による樹勢回復事業開始され、219m実施。
- 2016年（平成28年）3月

杉の数1万2302本に減少。杉並木として指定されていない杉はこの倍近くあるが把握困難。
- 2017年（平成29年）3月21日

杉並木保護のため、国道121号（例幣使街道）旧道区間のうち、日光市明神-板橋区間（板橋バイパスに並行する区間の一部）が車両通行止めとされる。
- 2018年（平成30年）5月16日

杉並木保護のため、国道119号（日光街道）旧道区間のうち、日光市七本桜地内の一部区間が車両通行止めとされる。
- 2019年（令和元年）8月26日

栃木県は「日光杉並木街道保存活用計画」を策定。1992年の「日光杉並木保存管理計画」を発展させ、保護と活用の両立を目指す。
- 2025年（令和7年）

植樹400年を記念し、栃木県および日光市で展覧会等のイベントが行われる。

## 維持管理
日光杉並木保護財団および栃木県文化財課により樹勢回復事業が行われている。
平成8年秋より事業費を捻出するため「日光杉並木オーナー制度」が開始された。

## 当該国道
日光街道／国道119号
日光市松原町付近（日光市山内の神橋付近の杉も含むという説もある）から日光市山口付近まで
例幣使街道／国道121号
日光街道より枝分かれし日光市今市（追分地蔵尊前）から同市と鹿沼市の境界付近まで
会津西街道／国道121号
日光市豊田付近から同市大桑付近まで

## 名所・名木

### 日光街道

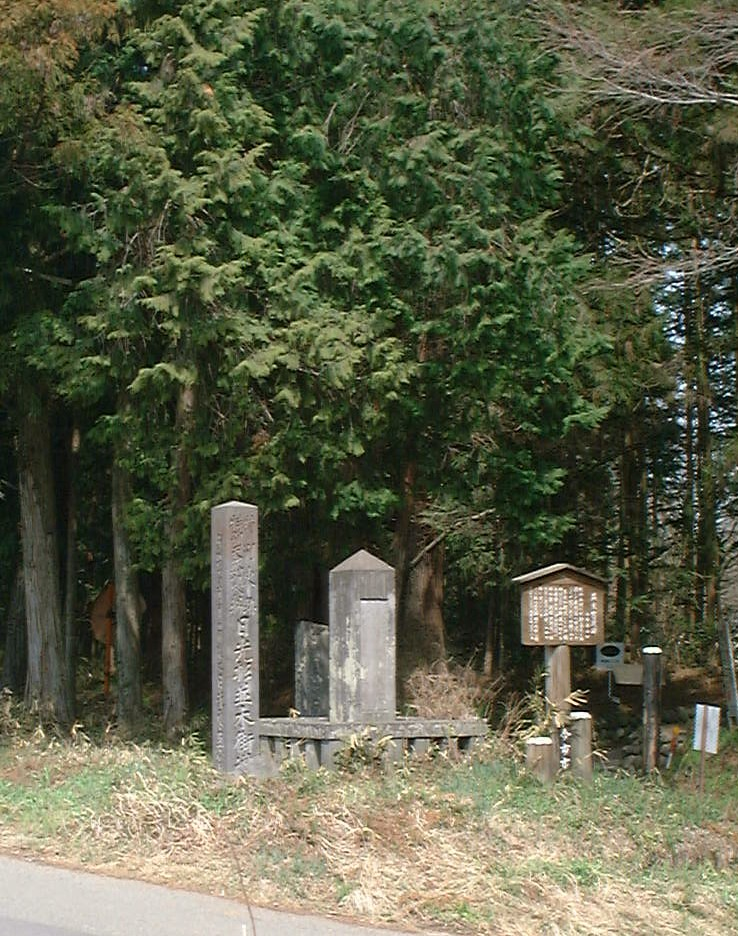
杉並木寄進碑（日光街道）

並木太郎
日光市七里（しちり）。杉並木で一番大きいと言われている。日光東中学校の校歌にも出てくる。
銀杏杉
日光市七里。根元が銀杏の葉のような形をしている。
砲弾打込杉
日光市瀬川。戊辰戦争の際に大鳥圭介軍がこの付近に陣を張ったため、新政府軍の砲撃を受けた際の砲弾が当たってしまった杉。
瀬川の七本杉伐跡
日光市瀬川。七本の杉が密着したため根が一つに見えるようになっていた。枯死や倒木が相次いだことから後に切り倒され、現在は切り株が残るのみである。
桜杉
日光市森友。杉の割れ目に山桜が芽吹いたため、合体してしまった。並木の中でもとても珍しい杉で、春になるとすばらしく見事な花を咲かせる。
並木ホテル
日光市森友。根元にある洞が大きく、人が四人泊まれるほどになっている杉。
杉並木寄進碑
日光市山口。

### 例幣使街道

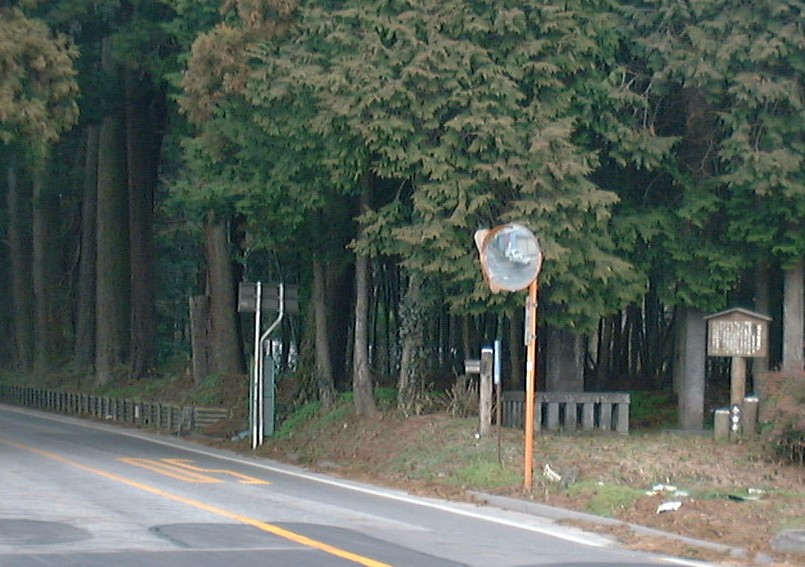
杉並木寄進碑（例幣使街道）

追分地蔵
日光市匠町の含満ヶ淵（がんまんがふち）にあった地蔵が大谷川の洪水で流れたものと伝えられており、日光街道と例幣使街道の分岐点に安置された。
室瀬一里塚
日光市室瀬。
十石坂
日光市室瀬。東照宮に使う石材を運搬した人夫がこの坂を越えるのに飯を十石も食べたといわれている。
地震坂
日光市明神。1949年12月26日の今市地震で街道ごと杉並木が地すべりを起こした坂。別名、地すべり坂。
杉並木寄進碑
日光市小倉。

### 会津西街道

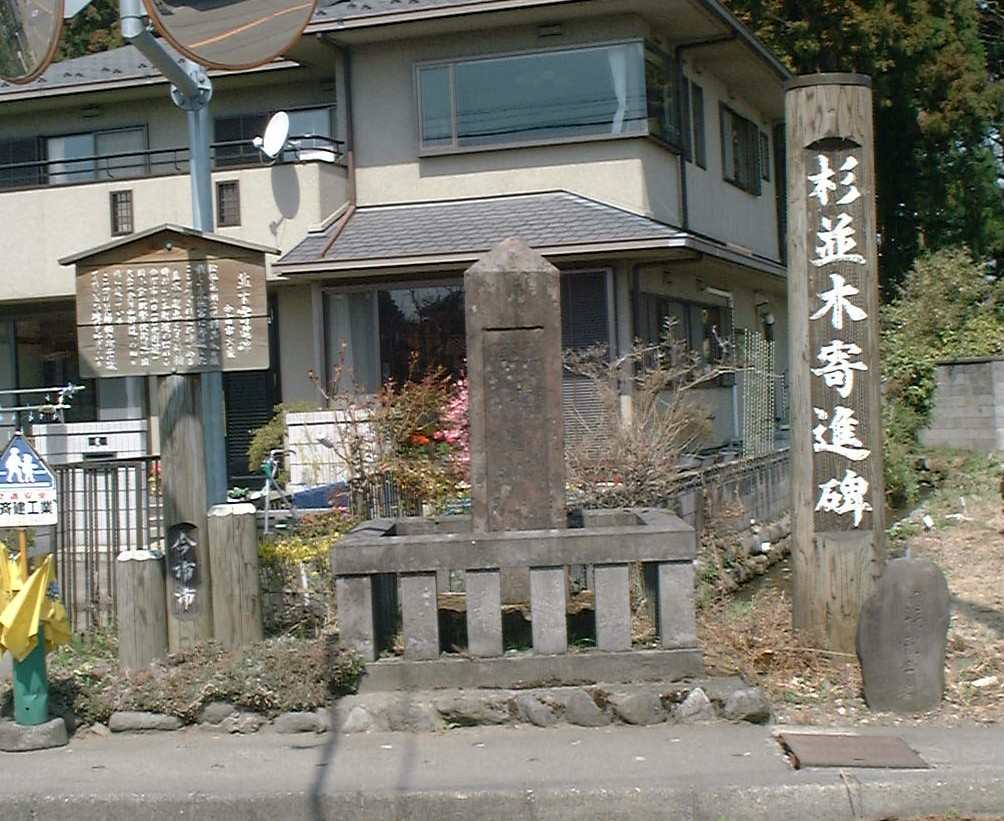
杉並木寄進碑（会津西街道）

二重並木
日光市倉ヶ崎。
杉並木寄進碑
日光市大桑。